# 諏訪町站
諏訪町站（日语：／ Suwachō eki */?）是位於日本愛知縣豐川市諏訪三丁目的名古屋鐵道豐川線鐵路車站。當地人稱此站是會略去「町」，稱為諏訪站。

## 概要
車站內的閘機可以使用Manaca智能卡，而曾經在2005年尾至2012年2月期間，可以使用Transpass。車站被使用了車站集中管理系統，為一座無人站（由國府站管理）。在整條豐川線車站中，這是唯一一站是不可列車交會。

## 車站構造
側式月台1面1線的地上車站。車站內的站舍曾經是全日本最小的有人站站舍。

## 利用狀況
| 年度   | 1日平均 上車人次 |
| ------ | ---------------- |
| 2013年 | 2,254            |
| 2014年 | 2,191            |
| 2015年 | 2,250            |
| 2016年 | 2,281            |
| 2017年 | 2,337            |

## 車站周邊
在戰時，此處附近為豐川海軍工廠，而本來附近只有一些村落，自從海軍工廠建成後就開始急速發展。
- 豐川市政廳所
- 豐川市綜合體育館
- 陸上自衛隊豐川駐屯地
- 豐川郵局
- 豐川市中央圖書館
- 豐川市文化會館
- 豐川警署
- 豐川公園
- PRIO
- FamilyMart豐川諏訪二丁目店
- 世界心道教本部
- 豐川信用金庫諏訪分店
- 樋口病院
- 名古屋銀行豐川分店
- 愛知縣立豐川工業高等學校
- 日本車輛製造　豐川製作所
- 名古屋大學太陽地球環境研究所
- 愛知縣道400號豐橋豐川線（南大通）
- 豐川市立中部小學
- 薩莉亞豐川南大通店

## 歷史
- 1945年（昭和20年）1月27日 - 車站開業，初時名為市役所前站。
- 1954年（昭和30年）1月20日 - 車站改名為諏訪町站。
- 1972年（昭和47年）6月1日 - 月台延長至可容納六卡車廂。
- 1983年（昭和58年）12月24日 - 設置站員，車站內的平交道停用。
- 2007年（平成19年）3月14日 - 開始使用車站集中管理系統，也及TRANPASS導入。
- 2011年（平成23年）2月11日 - 智能卡manaca導入。
- 2012年（平成24年）2月29日 - 不再可以在此車站使用TRANPASS。

## 相鄰車站
名古屋鐵道
 豐川線
□快速特急、■特急、■急行、■準急、■普通
八幡（TK01）－（諏訪新道信號場）－諏訪町（TK02）－稻荷口（TK03）

## 外部連結
- 諏訪町 - 名古屋鐵道